# Liste des gares de la wilaya de Jijel
La liste des gares de la wilaya de Jijel est une liste des gares ferroviaires situées dans la wilaya de Jijel, en Algérie.

## Gares ferroviaires dans la wilaya
La wilaya de Jijel compte six gares. Elles sont exploitées par la Société nationale des transports ferroviaires (SNTF).
| Gare                   | Commune        | Lignes                 |
| ---------------------- | -------------- | ---------------------- |
| Gare de Bazoul         | Taher          | Ramdane Djamel à Jijel |
| Gare d'El Ancer        | El Ancer       | Ramdane Djamel à Jijel |
| Gare d'El Milia        | El Milia       | Ramdane Djamel à Jijel |
| Gare de Jijel          | Jijel          | Ramdane Djamel à Jijel |
| Gare de Settara        | Settara        | Ramdane Djamel à Jijel |
| Gare de Sidi Abdelaziz | Sidi Abdelaziz | Ramdane Djamel à Jijel |

| \| Jijel Bazoul El Milia El Ancer Settara Sidi Abdelaziz \| Localisation des gares de la wilaya de Jijel |
| Jijel Bazoul El Milia El Ancer Settara Sidi Abdelaziz                                                    |

## Lignes ferroviaires dans la wilaya
La wilaya est traversée par une ligne : la ligne de Ramdane Djamel à Jijel.